# 徐至琦
徐至琦（徐子凝，8月15日—），台灣女藝人、選美比賽冠軍，後轉為商人，亦從事慈善公益。
2010年10月在綜藝節目康熙來了出道。爲台灣唯一獲得全球大型選美賽事《亞洲冠軍》頭銜的女藝人，於2014年息影從商。

## 經歷
2008年，徐至琦在環球洲際小姐全球國際賽獲得「最上鏡頭獎」；2009年，世界比基尼模特兒全球總決賽獲得「最佳氣質獎」；2009年，歐洲旅遊皇后全球國際賽取得「亞洲冠軍」后冠。2010年10月於演藝圈出道，其電視節目代表作品是綜藝節目康熙來了。	
2011年至2012年，她連續二屆獲《FHM男人幫》雜誌評選「全球百大性感美女」。
2012年，發行其首本不露點寫真月曆《Secrets》並表示將「封乳」。
之後轉往中國大陸，轉型為電視主播。在深圳《華娛衛視》有三個聯合主持節目；《愛尚女人香》的《女人那些事》《愛美麗學堂》《麻辣男女陣》都曾獲月冠軍和排行點閱率周冠軍，並擔任中國大陸數個選美節目明星評委，其中湖南衛視的《星姐選舉》中，是首位三次擔任明星評委的台灣女星；於中國大陸期間亦曾投入電視電影拍攝。
2013年後，徐至琦投身慈善公益領域，推動環保、領養動物代替購買、集合企業家捐贈中國大陸三四線貧困學區物資。期間，徐曾第二次提告壹週刊，因過去曾影射她陪睡等損害名譽報導，再度獲得勝訴。台北法院判決「壹週刊」實屬惡意，需刊登道歉啟事並賠償共新台幣60萬元，徐至琦表示所獲賠償金將全額捐贈公益。
2014年後，徐至琦淡出演藝圈、停止影視工作，轉往商業領域，至2018年期間先後經營四川「幸運熊貓」餐飲集團 ，並在成都「茶與布朗」擔任董事長。2020年，她投資台灣《紅灣跳動股份有限公司》，並列名理財週刊二十週年慶深度專訪人物。

## 外部連結
- 徐至琦的新浪微博
- 徐至琦 藝人企業人官方粉絲團的Facebook專頁
- 徐至琦的Facebook專頁